# Subluxação da cabeça do rádio
A subluxação da cabeça do rádio, também conhecida como pronação dolorosa, é um deslocamento da articulação do cotovelo geralmente causado por uma puxada súbita de um braço em pronação. Este movimento geralmente ocorre quando um adulto puxa uma criança pelo braço ou quando a balança pelos braços.